# Casa Rodríguez Fernández
La casa Rodríguez Fernández es un edificio de estilo modernista, proyectado en la ciudad de Ferrol por el arquitecto gallego Rodolfo Ucha Piñeiro en 1912.

## Descripción
Obra del arquitecto gallego Rodolfo Ucha Piñeiro, fue construida en 1912 como vivienda unifamiliar exenta, con dos pisos y una tercera planta bajo cubierta a dos aguas. Destacan principalmente el piñón decorativo de perfil escalonado en la fachada principal y la forja de las ventanas y balcones, de estilo modernista, aunque todavía con rasgos del eclecticismo finisecular del siglo anterior.  El acceso al edificio se realiza por medio de un portal en la calle Rubalcava junto a la medianera ciega, a la que posteriormente se adosó un nuevo edificio, mientras que la fachada principal queda dispuesta mirando a una calle de menor entidad.
La edificación pertenece al conjunto histórico-artístico del barrio de A Magdalena y a la ruta modernista de Ferrol. Se encuentra emplazada en plena ruta del camino inglés.